# Ancistrocerus gazella
Espèce
Synonymes
- Odynerus pictipes Thomson, 1874[2]

Ancistrocerus gazella est une espèce d'insectes hyménoptères de la famille des Vespidae, de la sous-famille des Eumeninae. Elle fait partie des guêpes dites « guêpes maçonnes ».
Elle se différencie des autres Ancistrocerus par le bout de ses antennes qui sont recourbés en crochets.